# صيرة (إسماعيلية)
صيرة (بالفارسية: صیره) هي قرية تقع في إيران في قسم إسماعيلية الريفي. يقدر عدد سكانها بحوالي 214 نسمة.